# 맷 스톤

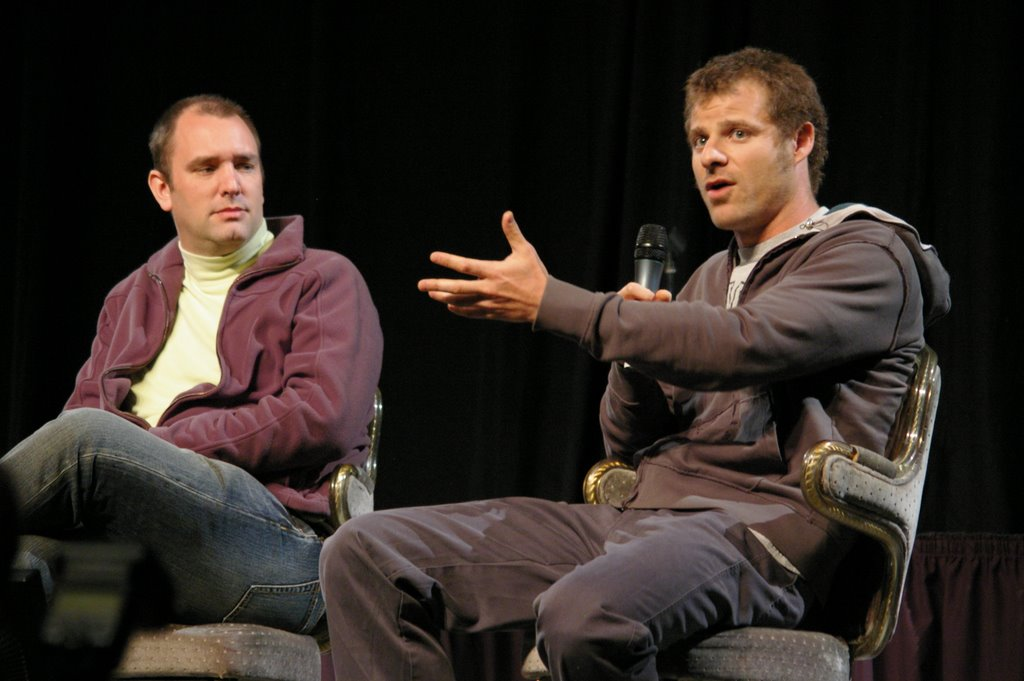
트레이 파커(좌)와 맷 스톤(우)

매슈 리처드 스톤(Matthew Richard Stone, 1971년 5월 26일 ~ )은 에미상을 수상한 미국 만화 영화 제작자이며, 감독, 각본가, 배우 및 성우이다. 그는 트레이 파커와 같이 텔레비전 만화 시리즈인 《사우스 파크》 시리즈를 공동 제작하였다.

## 생애 초기
맷 스톤은 텍사스주 휴스턴에서 아일랜드계 경제학 교수인 제랄드 휘트니 스톤과 유태인인 쉴라 루이스 벨라스코의 아들로 태어났다.(사우스 파크 캐릭터중 제랄드 브로플로프스키와 쉴라 브로플로프스키의 기초가 되었다) 매슈는 콜로라도주의 덴버시 교외의 리틀턴에서 자랐다. 그러나 사람들이 믿는 것과 다르게 그는 콜롬바인 고등학교에 출석하지 않았다. 대신 옆마을에 있던 콜롬바인 고등학교의 경쟁자인 리틀톤에 있는 헤트리지 고등학교에 다녔다. 그는 고등학교를 졸업한 후, 볼더에 있는 콜로라도 대학교에서 영화와 수학을 전공했다. 1997년, 코미디 센트럴은 그와 그의 친구인 트레이 파커가 만든 사우스 파크로 데뷔하였고, 그는 사우스 파크에서 기초적인 캐릭터인 카일 브로플로프스키의 음성을 맡았고, 12 시즌까지 계속 맡아 오고 있다.

## 마이클 무어와의 불화
2002년, 맷 스톤은 마이클 무어의 다큐멘터리인 《볼링 포 콜롬바인》에 인터뷰를 하였다. 그 인터뷰에서 그는 리틀턴에서 자라는 동안 겪은 경험과, 콜롬바인 고등학교와 같은 상황을 잊을지도 모르는 사회적인 소외를 말하였다. 영화에서, 그 장면에는 총의 역사에 대한 《사우스 파크》와 거의 비슷한 음색과, 만화 영화 방식이 거의 같은 짧은 단편 애니메이션이 나왔다.
스톤은 마이클 무어가 자신과 트레이 파커가 만든 만화 영화에 대한 오해를 은근히 심어 주는 것에 분개했다. 그들은 무어에게 제공한 짧은 필름이 그 영화에 나오는 걸 중지 시켜달라고 했지만, 무어는 그 필름을 다큐멘터리에 집어넣어서 상영했다. 그 후, 스톤과 파커는 《팀 아메리카: 세계 경찰》에서 무어를 햄으로 만들어진 자살 폭격기로 묘사했다. 스톤은 나중에 그가 `실제로는 그를 싫어하지 않는다.'라고 주장해서, 그가 점수를 더 받았다.

## 음악적 경력
맷 스톤은 트레이 파커와 같이 D.V.D.A. 밴드의 구성원으로써, 드럼과 베이스를 연주한다. D.V.D.A.의 노래는 사우스 파크에서 연주되지만, 대부분 주목받지 못한다. 그들은 《사우스 파크》 시즌 3의 11편인 "Starvin Marvin, In Space"의 마지막 부분에서 "Chewbacca, or I am Chewbacca"와, 《오르가즈모》("Now You're a Man"), 베이스켓볼("Warts on Your Dick"), 《극장판 사우스 파크》("What Would Brian Boitano Do? Pt. II", "Hell Isn't Good" 메탈리카의 제임스 헷필드가 노래를 불렀다.) 그리고 《팀 아메리카: 세계 경찰》("America, Fuck Yeah," "Everyone Has AIDS," "Only A Woman" and "Montage"). 그들은 또한 몇몇의 `Crack'(혹은 `Everybody Loves Crack')이라 불리는 라이브 노래와, "David Kelley, TV Warrior" 그리고 Primus의 노래중 "Sgt. Baker"를 연주했다. (이 노래는 라이브로 녹음되었다. 트레이 파커는 프라이머스는 다른 밴드중에서 유일하게 우리에게 열어 주었다고 연주하게 된 이유를 짧게 기록하였다. 그는 또한 프라이머스의 1999년도 앨범 《Anti Pop》의 3번째 트랙인 "Natural Joe"에서 특별 연주자로 등장하였다.
이 밴드의 이름은 스톤과 파커의 영화 《오르가그모》에서 언급된 성적 자세에서 비롯되었다. (Double Vaginal, Double Anal (갑절의 질, 갑절의 항문))

## 작품 목록

### 트레이 파커와 협력한 작품들
- My All American (TBA 2007/2008)
- 거대한 괴물의 일본 침공 (TBA 2006/2007)
- 팀 아메리카 : 세계 경찰 (2004년): 공동 작가, 음성, 제작자
- That's My Bush! (TV series, 2001년): 공동 제작자, 작가, 책임 프로듀서
- 'Even If You Don't' by Ween (music video, 2000년): 감독
- 극장판 사우스 파크 (1999년): 음성, 공동 작가, 책임 프로듀서
- 베이스켓볼 (1998년): 배우
- 사우스 파크 (TV 시리즈, 1997년-현재까지): 공동 제작자, 음성, 작가, 추가 음악들, 책임 프로듀서
- 오가즈모 (1997년): 배우, 공동 작가, 제작자
- 크리스마스 정신 (예수 vs. 산타, 1996년; 예수 vs. 프로스티, 1992년)
- 카니발! 뮤지컬 (1994년): 배우, 공동 작가, 프로듀서

### 사우스 파크에서의 목소리
- 카일 브로플로프스키와 제랄드 브로플로프스키(카일의 아버지)
- 케니 매코믹와 스튜어트 매코믹(케니의 아버지)
- 짐보 컨
- 예수
- 버터스 스토치
- 빅 게이 알
- 사담 후세인
- 핍
- 테란스
- 트윅
- 지미의 아버지
- 맥시 신부

## 잡다한 상식
- 맷 스톤은 민주당원 이지만, 그러나 그가 이전에 등록한 공화당원인 것을 주장했다시피 여기에도 모호한 말을 하였다.
- 그는 2000년 오스카 시상식에서 그와 트레이 파커는 각각 앞에서 상을 받은 제니퍼 로페즈와 귀네스 팰트로의 드레스를 입고, 파커와 언짢은 사이었다고 주장했다.[1]